# Wideford Hill Chambered Cairn
Wideford Hill Chambered Cairn betreft een neolithisch ganggraf, dat vier kilometer ten westen van Kirkwall op Mainland, Orkney (Schotland) is gelegen op Wideford Hill. De bouwstijl is vergelijkbaar met die van Maes Howe. De toegangsgang tot het graf is zeer laag en smal, waarbij de opening naar het westen is gericht.

## Beheer
De Wideford Hill Chambered Cairn wordt beheerd door Historic Environment Scotland.